# Relations entre le Koweït et la Russie
Les relations entre le Koweït et la Russie constituent les relations étrangères bilatérales entre l'État du Koweït et la fédération de Russie.
Avant la guerre du Golfe, le Koweït est le seul État « pro-soviétique » de la région du golfe Persique,. Le Koweït sert alors d'accès pour les Soviétiques vers les autres États du Golfe, et le pays est utilisé pour démontrer les avantages d'une position pro-soviétique.

## Relations avec l'Empire russe
Au début du XXe siècle, l'Empire russe cherche à étendre sa présence internationale en créant de nouvelles sphères d'influence, et l'Empire se tourne vers le monde arabe. L'intérêt russe pour la région est double. Des incursions sont faites par l'Empire en Perse dans un contexte de rivalité croissante entre les Français et les Britanniques dans la région. La Grande-Bretagne subit des revers majeurs pendant la guerre des Boers et ses rivaux coloniaux cherchent à capitaliser sur les positions Britanniques qui sont de plus en plus minées dans la région. Les Russes sont également motivés pour accroître leur présence dans la région, car les ils partagent avec les Arabes une hostilité commune envers l'Empire ottoman. Au même moment, l'Empire allemand prévoit de construire une ligne de chemin de fer qui doit relier Berlin à Bagdad, puis se termine au Koweït.
En 1899, le croiseur allemand Arkona qui arrive dans le golfe Persique est  confondu par les Britanniques avec un navire de guerre russe. En entendant cela, l'envoyé russe à Téhéran recommande à l'Empire d'envoyer un navire de guerre dans le golfe Persique. Le tsar Nicolas II approuve la décision d'envoyer le navire Gilyak. Vladimir Lambsdorff, le ministre russe des Affaires étrangères, écrit à Piotr Tyrtov, le chef du ministère de la Marine, expliquant que le but de l'envoi du Gilyak est de montrer aux autorités britanniques et locales qu'en arborant le drapeau russe dans le golfe Persique, l'Empire considère que le golfe Persique est ouvert aux navires de toutes les nations et qu'il n'a pas d'intention agressive. Lorsque le Gilyak arrive au Koweït en février 1900, les Britanniques tentent d'empêcher l'émir du Koweït, Mubarak Al-Sabah, de rencontrer les Russes, mais il voyage depuis le désert pour saluer les Russes, qu'il considère comme des alliés contre la Grande-Bretagne. Des discussions approfondies avec les Russes conduisent Moubarak au printemps 1901 à demander la protection russe; seulement 2 ans après avoir accepté de devenir un protectorat britannique, bien que des sources russes indiquent que la demande est rejetée pour éviter de contrarier les Britanniques.
En avril 1900, les Russes envisagent d'ouvrir une ligne régulière de bateaux à vapeur entre Odessa et les ports du golfe Persique, ce qui les conduit à ouvrir des consulats à Bassorah et à Bouchehr. Le croiseur Varyag rejoint le Koweït le 8 décembre 1901 et Jabir bin Mubarak, le fils de l'émir, monte à bord du navire pour accueillir les visiteurs. L'émir alors à Al Jahra est en train de préparer une attaque wahhabite. Les officiers du navire sont emmenés à Al Jahra où ils sont chaleureusement accueillis par l'émir et sont informés qu'il se tournerait vers la Russie pour obtenir de l'aide si le Koweït devait être en danger, et qu'il aimerait voir autant de navires russes que possible au Koweït. La visite du Varyag est un succès et les Russes quittent le golfe Persique en laissant l'impression d'une supériorité navale sur leurs rivaux britanniques.
Après la visite du Varyag, le prochain Russe à avoir une audience avec l'émir est N.V. Bogoyavlensky, un zoologiste qui effectue des recherches dans la région pour la Société des amoureux des sciences naturelles, de l'anthropologie et de l'ethnographie de l'université de Moscou. Lors de sa rencontre avec le Russe, l'émir déclarerait au zoologiste : « Je crois que les Russes sont des amis. Je suis heureux de les accueillir. Je suis toujours prêt à faire tout ce que je peux pour eux ».
Le 1er décembre 1902, le croiseur Askold arrive au Koweït où une rencontre est organisée avec l'émir Jabir bin Mubarak et son fils Ahmad. Les Russes notent que si le drapeau ottoman flotte devant le palais, le cheikh ne reconnait pas l'autorité du sultan et ne lui rend aucun hommage. Le Boyarin arriva au Koweït du 20 au 23 février 1903, avec le croiseur français Infernet. Le but de la visite conjointe est de démontrer aux Britanniques l'unité et la puissance de l'alliance franco-russe, même si les Français craignent une présence russe dans le golfe Persique, ce qui est mis en évidence par leur refus de permettre aux Russes d'utiliser leur station de ravitaillement en charbon à Mascate. Cela conduit les Russes à vouloir établir une telle installation au Koweït, cependant, à la fin de 1903, l'attention russe se détourne du golfe Persique vers les événements en Extrême-Orient qui conduisent finalement conduit à la guerre russo-japonaise.

## Relations durant l'ère soviétique
Le Koweït obtient son indépendance du Royaume-Uni le 19 juin 1961 et demande à devenir membre de l'Organisation des Nations unies. L'Union soviétique oppose son veto à l'admission de l'État nouvellement indépendant le 7 juillet 1961. Le Koweït demande de nouveau son adhésion en novembre 1961, et de nouveau les Soviétiques opposent leur veto à l'admission du pays au Conseil de sécurité des Nations unies, sur la base d'un argument selon lequel le Koweït n'est pas apte à être considéré comme un État indépendant, et aussi en raison de leur opinion selon laquelle le traité de 1961 avec le Royaume-Uni soumet l'État du golfe Persique à une influence politique étrangère. L'attitude soviétique envers le Koweït est finalement guidée par ses relations cordiales avec l'Irak, qui nourrit depuis longtemps des ambitions territoriales envers le Koweït. Lorsque le dirigeant irakien Abd al-Karim Qasim est renversé par un coup d'État le 8 février 1963, les relations de Moscou avec Bagdad se détériorent, entraînant une attitude plus chaleureuse envers le Koweït. Cela conduit les deux pays à établir des relations diplomatiques le 11 mars 1963. Le Koweït voit l'établissement de relations comme une police d'assurance, en quelque sorte, contre de nouvelles ambitions territoriales irakiennes, et la Russie voit la relation comme un point d'entrée entre le golfe Persique et l'océan Indien. Dans les années qui suivent, les relations entre l'Union soviétique et le Koweït ne sont pas toujours cordiales, ce qui est illustré par Nikita Khrouchtchev faisant des remarques désobligeantes envers les dirigeants koweïtiens lors d'une visite d'État en Égypte en mars 1964.
Les relations commencent à s'améliorer lorsque Leonid Brejnev devient le dirigeant soviétique en octobre 1964, cependant, lors de l'escarmouche frontalière entre le Koweït et l'Irak en 1973, la Russie préfère l'Irak au Koweït. Dans la dernière partie des années 1970, les relations deviennent plus cordiales. Les Soviétiques soutiennent la nationalisation par le Koweït de son industrie pétrolière, et les deux pays partagent des vues similaires sur les questions de politique étrangère, en particulier en ce qui concerne le conflit arabo-israélien. Le Koweït apprécie le soutien soviétique aux Palestiniens, et après le déclenchement de la guerre Iran-Irak, le pays commence à soutenir les propositions soviétiques dans le golfe Persique après avoir reconnu que la présence soviétique dans le golfe Persique est de nature stabilisatrice, et remarquant que Moscou agit en tant que garant contre l'agression irakienne ou iranienne. Cela conduit le Koweït à faire activement pression sur les membres du Conseil de coopération du Golfe pour établir des relations diplomatiques avec les Soviétiques, mettant fin à l'isolement diplomatique de la superpuissance parmi les pays de la péninsule arabique. Pendant la majeure partie de la guerre froide, le Koweït est l'un des deux seuls pays à entretenir de telles relations avec l'Union soviétique.
Avant la guerre du Golfe, le Koweït est le seul État « pro-soviétique » du golfe Persique. Le Koweït sert d'accès pour les Soviétiques vers les autres États du Golfe, et le pays est utilisé pour démontrer les avantages d'une position pro-soviétique. En 1987, après que les États-Unis aient refusé de fournir des Stingers, le Koweït signe un accord de 327 millions de dollars avec l'Union soviétique pour l'achat de missiles sol-air et sol-sol, de chars et d'autres équipements militaires. Selon certaines informations, des experts soviétiques assembleraient et feraient fonctionner du matériel militaire et formeraient du personnel koweïtien.
Après l'invasion du Koweït en août 1990 par les forces irakiennes, à la suite des demandes irakiennes, l'Union soviétique évacue son ambassade au Koweït. Un porte-parole du ministère soviétique des Affaires étrangères note que l'ambassade, en vertu du droit international, est toujours ouverte, bien que vacante, et que l'évacuation des 882 Soviétiques au Koweït ne modifie pas la position soviétique sur l'illégalité de l'invasion irakienne. Le président de l'Union soviétique Mikhaïl Gorbatchev explique que l'invasion irakienne du Koweït créé une situation « extraordinaire et extrêmement dangereuse » dans le golfe Persique. En outre, Gorbatchev averti le président irakien Saddam Hussein que le refus de se conformer aux résolutions du Conseil de sécurité des Nations unies verrait le Conseil introduire de nouvelles mesures contre l'Irak.

## Relations avec la fédération de Russie

### Liens diplomatiques

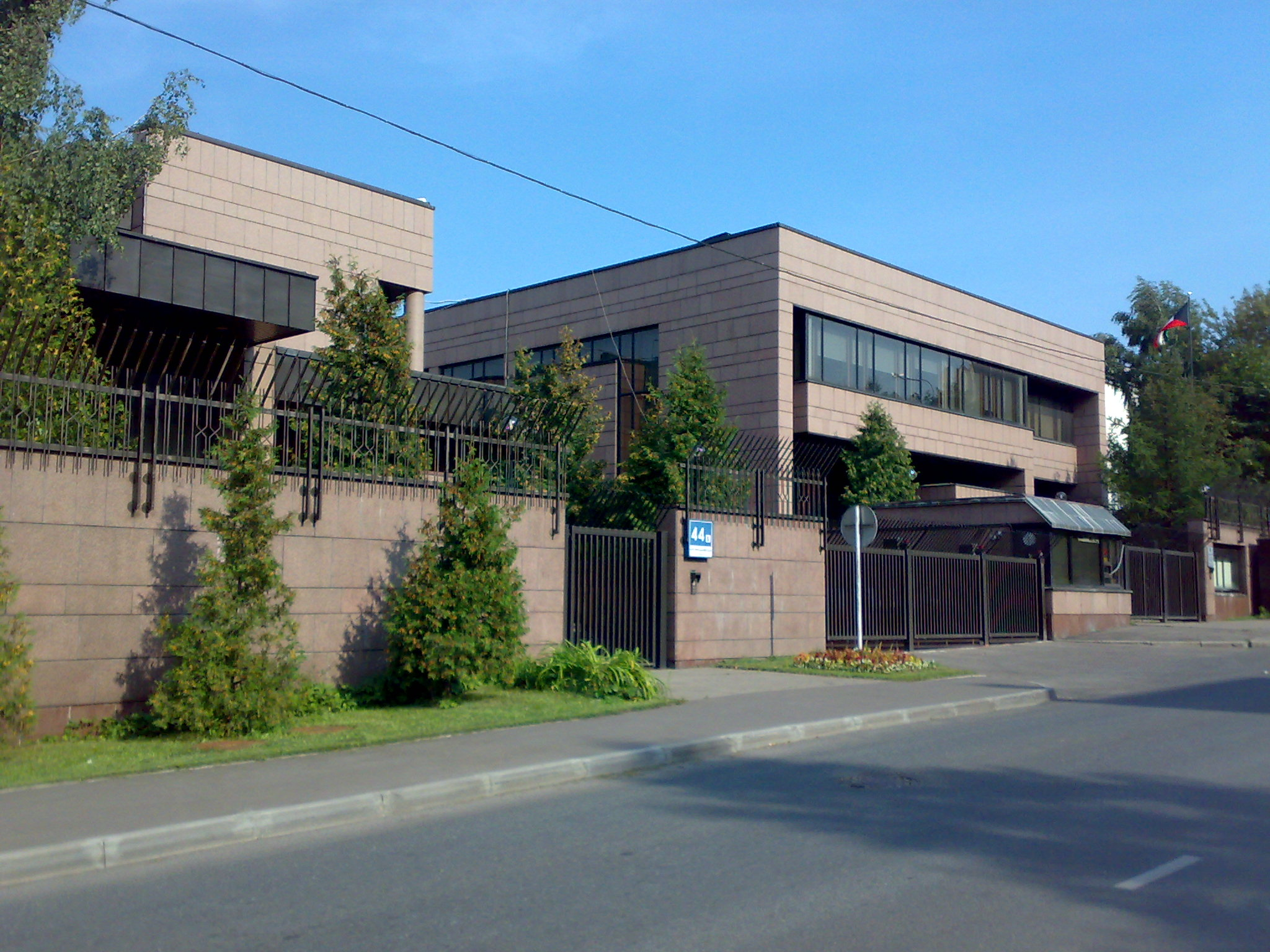
Ambassade du Koweït à Moscou.

Le 28 décembre 1991, le Koweït reconnaît la fédération de Russie comme État successeur de l'Union soviétique. La Russie possède une ambassade à Koweït, et le Koweït a une ambassade à Moscou.

### Liens politiques
En 1991, la Kuwait Foreign Trading Contracting & Investment Co. accorde à la Vnesheconombank un prêt de 1 milliard de dollars américains sur une durée de sept ans. Le 30 mai 2006, les gouvernements russe et koweïtien conviennent de régler la dette de 1,6 milliard de dollars américains de l'ex-Union soviétique, les remboursements prenant la forme de 1 milliard de dollars américains en espèces et de 600 millions de dollars américains en biens,,.

### Liens militaires
Le 29 novembre 1993, le Koweït devient le premier État arabe du golfe Persique à signer un accord militaire avec la Russie, qui suit des exercices navals conjoints à la fin de 1992,. En mai 1994, Pavel Grachev, le ministre russe de la Défense annonce que le Koweït signe un accord pour la livraison d'un certain nombre de véhicules de combat d'infanterie BMP-3 et de missiles sol-air S-300V.
Ces dernières années, la Russie établit une vaste coopération militaire avec le Koweït.

### Liens économiques
S'exprimant lors du Forum économique international de Saint-Pétersbourg de 2009, Ahmed Rashid Al Harun, ministre koweïtien du commerce et de l'industrie, note que les relations entre les deux pays s'étalent sur plus de 100 ans et appelle à l'intensification des investissements entre les deux pays.

#### Statistiques commerciales
En 1998, le commerce bilatéral entre la Russie et le Koweït s'élève à 400 000 dollars américains, et, pour la période de janvier à octobre 2005, ce chiffre est de 22,2 millions de dollars.